# 上海保险交易所
上海保险交易所簡稱上海保交所，是中華人民共和國上海市的一個保險交易所（保险要素市场），具體來說，它是保险、再保险、保险资产管理及相关产品的交易场所，該交易所為交易提供支付结算服务，此外它還有保险经纪、代理销售等业务。該機構受中国银行保险监督管理委员会領導。上海保交所於2016年6月12日開幕。保监会资金应用监管部主任曾于瑾出任上海保险交易所首任董事长。此後上海保险交易所相繼推出国际再保险和国际航运保险平台、保险资产登记交易平台、数字化健康保险交易平台、数字化保险中介服务平台。

## 外部連結
- 官方网站